# Malthinus chiapasensis
Malthinus chiapasensis es una especie de coleóptero de la familia Cantharidae.

## Distribución geográfica
Habita en México.